# 小行星38083
小行星38083（38083 Rhadamanthus）是一個柯伊伯带天體，由深度黃道巡天計畫於1999年4月17日所發現。該天體與海王星的軌道共振為3:2，因此被分類為冥族小天體。
該小行星以希臘神話的半神拉達曼迪斯命名。